# الدونات (بلوتو)
الدونات هو الاسم غير الرسمي لمميز بارز على بلوتو، وهو عبارة عن منطقة بشكل الدونات ذات لون فاتح وتمتد 200 ميل (350 كيلومتر). ويحدها من الشرق «الحوت».